# Grupos Anarquistas Coordinados
Los llamados Grupos Anarquistas Coordinados (GAC) fueron una supuesta organización anarquista activa en España entre 2012 y 2015, responsables de varios atentados incendiarios, explosivos y vandálicos.

## Presentación en sitios web contestatarios
El 17 de junio de 2012 a las 16:44 se presentan en el sitio web anarquista «alasbarricadas.org». Dos días después a las 16:23 se vuelven a presentar en «alasbarricadas.org» y publican el mismo texto en Indymedia Barcelona con una extensión sobre métodos a usar y con una traducción al catalán. En el primer texto no hay referencia a ninguna acción violenta o ilegal, mientras que en el segundo añaden ser pacíficos y defender una sociedad pacífica pero sin renunciar a la autodefensa, y también hablan del sabotaje como herramienta válida: "Entendemos el sabotaje como valioso en sí mismo en nuestro camino de desestabilización, colapso y destrucción del sistema y al mismo tiempo como propaganda".
En ninguno de los textos dan ninguna referencia a grupos ya existentes, ni a lugares. Hablan de haber participado en debates que les llevan a esta idea de organizarse pero no dan fecha ni lugar sobre ninguno de estos supuestos debates, con lo que no hay ninguna forma de enraizar al llamamiento. Sí dan un correo: coordinadosriseup.net. Las autoridades mencionaron que estas células están relacionadas con organizaciones como "Bloque negro" y Cruz Negra Anarquista, mencionando que la mayoría de los militantes eran madrileños.
Los comentarios en alasbarricadas.org de un repost del día siguiente, indican que nadie les conoce, hay comentarios de apoyo (en ese primer texto no hay referencia a métodos violentos), y se discute sobre por qué no se integran en estructuras similares (pacíficas) de coordinación de grupos anarquistas. Los comentarios al texto en Indymedia Barcelona durante los siguientes cuatro días indican en su mayoría la posibilidad de que se trate de policías o troles de Internet.

## Libro
En 2013 publicaron un libro de 83 páginas titulado Contra la democracia. Se trata de un análisis de diferentes estructuras políticas reales acompañado de propuestas realizadas bajo el prisma de la libertad individual y el antiautoritarismo. Dicho libro fue uno de los motivos que el juez Javier Gómez Bermúdez consideró relevantes para ordenar la entrada en prisión preventiva de siete presuntos integrantes del GAC durante la instrucción judicial de la Operación Pandora.

## Atentados a los que se les vincula
Según la policía y algunas fuentes periodísticas, la organización es responsable de tres atentados coordinados el 21 de diciembre de 2012:
- la colocación de un artefacto explosivo consistente de una cafetera rellena de pólvora rodeada de bombonas de gas en una sucursal de CaixaBank en Barcelona;
- la colocación de dos vibradores explosivos, enviado uno al arzobispo de Pamplona que lo tira a la basura sin que llegue a estallar[9][10][11] y otro enviado a un miembro de la congregación de los Legionarios de Cristo en Madrid, que le estalla a una funcionaria de correos durante su manipulación causándole heridas leves;[12][9]
- un ataque con bomba a la catedral de La Almudena de Madrid en febrero de 2013.[13][14]

Con posterioridad a estos hechos, se les atribuyen dos atentados simultáneos realizados el 10 de abril de 2013 contra otra sucursal de CaixaBank en Barcelona y contra una entidad del BBVA de Madrid.
La célula más polémica fue el Comando Insurreccionalista Mateo Morral cuando el 8 de febrero del 2013 unos desconocidos abandonaron en la Catedral de la Almudena un paquete con explosivos que fue desactivado de manera segura por las autoridades. El 6 de septiembre de 2013, una célula anarquista envió dos cartas bomba a empresas italianas con sucursales en Cataluña; otra compañía en Valencia recibió un falso paquete bomba. El 2 de octubre de 2013 detonaron explosivos a la basílica de El Pilar, hiriendo levemente a una civil.
En noviembre del mismo año se produjeron las primeras detenciones relacionadas con los GAC, en Barcelona. En el entorno libertario dudan de la existencia del Comando Mateo Morral, llamándolo un ataque de falsa bandera, mencionando que desde el comunicado las intenciones del grupo no son muy claras.

### Características
La reivindicación de algunos de los ataques fue reclamado bajo los nombres de "Club de Artesanos del Café para sus nuevos usos - FAI/FRI", "Grupo Anticlerical para el fomento del uso del Juguete Sexual - FAI/FRI" y  "Individualidades por la Dispersión de Caos - FAI/FRI " republicado en varias webs de información alternativa, grupúsculos integrados por no más de cinco personas, que formarían parte del llamado "Comando Insurreccional Mateo Morral". Según afirmaciones de los Mozos de Escuadra, este grupo estaría vinculado con la organización terrorista italiana denominada Federación Anarquista Informal (FAI-FRI), organización responsable de atentados en Chile, Alemania, Italia y Grecia.

## Detenciones y juicios
| Operación policial   | Fecha             |
| -------------------- | ----------------- |
| Operación Columna    | Noviembre de 2013 |
| Operación Pandora I  | Diciembre de 2014 |
| Operación Piñata     | Marzo de 2015     |
| Operación Pandora II | Octubre de 2015   |
| Operación Ice        | Noviembre de 2015 |
| Operación Arca       | Mayo de 2019      |

A lo largo de los siguientes años, se llevaron a cabo numerosas operaciones policiales contra el supuesto terrorismo anarquista vinculado a los GAC. En ellas, se registraron domicilios de personas de ideología anarquista y centros sociales donde se reunían, y se detuvo a decenas de personas.
Uno de los juicios acabó en condena para los acusados por lesiones terroristas y daños terroristas, mientras que en el resto de las causas fueron archivadas o terminaron con la absolución de los acusados.

### Operación Columna
El 13 de noviembre de 2013 fueron arrestados Francisco Solar y Mónica Caballero, anarquistas chilenos, por estar detrás del ataque de la basílica de El Pilar. En noviembre del mismo año se produjeron las primeras detenciones relacionadas con los GAC, en Barcelona. Algunos miembros de la célula (de los que las autoridades creían que era comandado por una militante italiana), llegaron a estudiar la posibilidad de atacar el Monasterio de Montserrat.
Francisco Solar y Mónica Caballero fueron condenados a 12 años de prisión por los delitos de lesiones terroristas y daños terroristas. Sin embargo, fueron absueltos del delito de pertenecer a una organización terrorista al no poder comprabarse vínculos. Esta sentencia fue apelada y finalmente ratificada por el Tribunal Supremo en octubre de 2016.
El 30 de enero de 2017, los jueces de la Audiencia Nacional decretaron la expulsión de la pareja a modo de sustitución de condena solicitado por los terroristas chilenos invocando el art. 89 del Código Penal español que permite reemplazar la condena por la expulsión del país. Aterrizaron en Chile el 7 de marzo de 2017.

### Operación Pandora
El 17 de diciembre de 2014 se produjeron once detenciones en la primera fase de la "operación Pandora" desarrollada en Madrid, Barcelona, Sabadell y Manresa. De los once detenidos, siete fueron a prisión, aunque todos ellos fueron puestos en libertad bajo fianza en enero de 2015. En una segunda fase de la "operación Pandora", realizada en octubre de 2015, los Mozos de Escuadra registró varios domicilios y locales libertarios de Barcelona y detuvo nueve personas a las que la Audiencia Nacional acusó de «delitos de organización criminal con finalidad terrorista». Uno de los detenidos pasó varias semanas en prisión preventiva.
En 2016, la jueza de la Audiencia Nacional Carmen Lamela archivó la causa Pandora al considerar que “las afirmaciones genéricas que se realizan [en el informe policial] carecen de base objetiva" y que "no se ha indicado a lo largo de la investigación qué frases o conversaciones concretas pudieran estar refiriéndose a un acto concreto de terrorismo". El archivo del caso confirmó lo que los colectivos anarquistas denunciaron desde un primer momento: las detenciones fueron arbitrarias y sin base probatoria.

### Operación Piñata
También se produjeron detenciones relacionadas con los GAC en marzo de 2015 durante la "operación Piñata", que se llevó a cabo en Madrid, Barcelona, Palencia y Granada y arrojó un saldo de quince detenidos, de los cuales cinco fueron posteriormente enviados a prisión, quedando el resto de los arrestados en libertad con medidas cautelares.
En enero de 2018, el Juzgado de Instrucción n.º 6 de la Audiencia Nacional ordenó el sobreseimiento provisional de la causa.

### Operación Ice
En noviembre de 2015, en el marco de la "operación Ice", la Policía Nacional detuvo en Madrid a seis personas vinculadas con el movimiento anarquista, vegano y libre de drogas straight edge, a las que se relacionaba con los GAC y se acusaba de ataques contra cuatro sucursales bancarias de Madrid y una sucursal bancaria y un centro comercial en Barcelona. En los registros policiales se encontraron varios productos de cocina y limpieza tales como azúcar, vinagre y bicarbonato de las que se sospechó que pudieran ser utilizadas en actos terroristas. Después de pasar dos dos días en la comisaría de Moratalaz, fueron trasladados a la Audiencia Nacional. Allí, el magistrado del Juzgado Central de Instrucción n.º 3 dictó prisión provisional eludible mediante fianza a cuatro de los detenidos y prisión provisional sin fianza a los otros dos, Borja Marquerie y Juan Manuel «Nahuel» Bustamante. Tras 18 días en prisión, Borja quedó en libertad tras pagar una fianza de 8000 euros. Sin embargo, Nahuel pasó por cinco centros penitenciarios a lo largo de más de un año a espera de juicio y sometido al régimen más severo, el FIES. Durante este tiempo, numerosos colectivos anarquistas mostraron solidaridad con los detenidos, reclamando su liberación. Finalmente, Nahuel fue puesto en libertad provisional en marzo de 2017, aunque aún quedó a espera de juicio.
La instrucción de la jueza Lamela no logró recabar ningún indicio del delito de terrorismo del que se imputaba a los seis acusados. En julio de 2018 la Audiencia Nacional absolvió a todos los acusados. En noviembre de 2023 y julio de 2024, la Audiencia Nacional condenó al Ministerio de Justicia a indemnizar, respectivamente, a Borja con 1660 euros y a Nahuel con 54 650 euros por los daños ocasionados.

### Operación Arca
En la madrugada del 13 de mayo de 2019, fueron detenidas en Madrid dos anarquistas a las que se investigaba por un posible delito de terrorismo. Fueron trasladadas a la sede de la Brigada de Información de la Policía Nacional y posteriormente a la Audiencia Nacional. Posteriormente, se levantó el secreto de sumario y se supo que la operación policial se denominó Arca, que también concluyó con el archivo de la investigación judicial.